# Jacopo Vigneri
Jacopo Vigneri oder Vignerio (tätig Mitte des 16. Jahrhunderts in Messina) war ein italienischer Maler der Renaissance auf Sizilien.
Vigneri war Schüler des Polidoro da Caravaggio, der spätestens ab 1535 in Messina lebte. Weitere Lebensdaten sind nicht bekannt. Werke von seiner Hand sind in Messina, Catania und Taormina nachgewiesen, darunter zwei von ihm signierte Kopien von Raffaels „Lo Spasimo“ (Kreuztragung), deren Original von Raffael für die Kirche Santa Maria Lo Spasimo (Palermo) geschaffen wurde.

## Werke
- Santa Caterina d’Alessandria (Taormina): Madonna und Heilige
- San Pietro (Taormina): Fresko Verkündigung
- Monte di Pietà (Messina): Lo Spasimo, nach Raffael
- San Francesco d’Assisi (Catania): Lo Spasimo, nach Raffael (1541)